# 메이루아오
메이루아오(중국어: 梅汝璈, 병음: Méi Rǔáo, 한자음: 매여오, 1904년 11월 7일 ~ 1973년 4월 23일)는 중화민국의 제2대 법무부 부장이며, 푸단대학 법학 교수를 역임하기도 하였다. 1946년 열렸던 극동국제군사재판의 중화민국 대표 재판관이다. 1949년 이후 중화인민공화국에 남았으며, 중국인민외교학회 이사 등을 역임하였다.

## 같이 보기
- 극동국제군사재판

| 제1대 중화민국 법무부 부장 사관생 | 제2대 중화민국 법무부 부장 1948년 12월 ~ 1949년 3월 24일 |  |